# Gare d'Osséja
La gare d'Osséja est une gare ferroviaire française de la ligne de Cerdagne (voie métrique), située sur le territoire de la commune d'Osséja, dans le département des Pyrénées-Orientales en région Occitanie.
C'est une halte voyageurs de la Société nationale des chemins de fer français (SNCF) desservie par le Train Jaune, train TER Occitanie spécifique pour la ligne de Cerdagne.

## Situation ferroviaire
Établie à 1 241 mètres d'altitude, la gare d'Osséja est située au point kilométrique (PK) 52,835 de la ligne de Cerdagne (voie métrique), entre les gares de Sainte-Léocadie et de Bourg-Madame. 
C'est la gare la plus méridionale de France.

## Service des voyageurs

### Accueil
Halte SNCF, c'est un point d'arrêt non géré (PANG) à entrée libre.

### Desserte
Osséja est desservie par des trains TER Occitanie (Train Jaune) qui effectuent des missions entre les gares de Villefranche - Vernet-les-Bains et de Latour-de-Carol - Enveitg.

### Intermodalité
Un parking pour les véhicules y est aménagé.